# Quintus Fabius Ambustus
Pour les articles homonymes, voir Fabius Ambustus.
Quintus Fabius Ambustus est un homme politique de la République romaine. Fils de Marcus Fabius Vibulanus (consul en 442 av. J.-C.), frère de Numerius Fabius Ambustus (tribun militaire à pouvoir consulaire en 406 et 390 av. J.-C.) et de Cnaeus Fabius Ambustus (tribun militaire à pouvoir consulaire en 404, 401, 395 et 390 av. J.-C.) et père de Marcus Fabius Ambustus (tribun militaire à pouvoir consulaire en 381 et 369 av. J.-C.).
En 391 av. J.-C., il collabore avec ses deux frères Numerius et Cnaeus, comme membre d'une délégation vers Clusium (une ville non alliée), qui demandait l'aide de Rome, menacée par une invasion gauloise.
En 390 av. J.-C., il est tribun militaire à pouvoir consulaire.